# Гановер (Огайо)
Гановер (англ. Hanover) — селище (англ. village) в США, в окрузі Лікінґ штату Огайо. Населення — 1270 осіб (2020).

## Географія
Гановер розташований за координатами 40°5′0″ пн. ш. 82°16′30″ зх. д. / 40.08333° пн. ш. 82.27500° зх. д. (40.083320, -82.274975).  За даними Бюро перепису населення США в 2010 році селище мало площу 4,35 км², з яких 4,31 км² — суходіл та 0,05 км² — водойми.

## Демографія
Згідно з переписом 2010 року, у селищі мешкала 921 особа в 323 домогосподарствах у складі 253 родин. Густота населення становила 212 особи/км².  Було 334 помешкання (77/км²).
Расовий склад населення:
| - 97,5 % — білих - 1,0 % — чорних або афроамериканців - 0,3 % — корінних американців - 0,2 % — азіатів |

До двох чи більше рас належало 0,5 %. Частка іспаномовних становила 0,7 % від усіх жителів.
За віковим діапазоном населення розподілялося таким чином: 29,3 % — особи молодші 18 років, 56,9 % — особи у віці 18—64 років, 13,8 % — особи у віці 65 років та старші. Медіана віку мешканця становила 37,5 року. На 100 осіб жіночої статі у селищі припадало 107,4 чоловіків;  на 100 жінок у віці від 18 років та старших — 94,9 чоловіків також старших 18 років.
Середній дохід на одне домашнє господарство  становив 65 526 доларів США (медіана — 62 688), а середній дохід на одну сім'ю — 68 961 долар (медіана — 64 917). Медіана доходів становила 53 375 доларів для чоловіків та 34 000 доларів для жінок. За межею бідності перебувало 9,8 % осіб, у тому числі 9,8 % дітей у віці до 18 років та 5,6 % осіб у віці 65 років та старших.
Цивільне працевлаштоване населення становило 627 осіб. Основні галузі зайнятості: освіта, охорона здоров'я та соціальна допомога — 27,3 %, виробництво — 16,4 %, фінанси, страхування та нерухомість — 12,3 %.